# Râul Racul
Râul Racul este un curs de apă, afluent al râului Horezu. 